# Rochor (MRT Singapur)

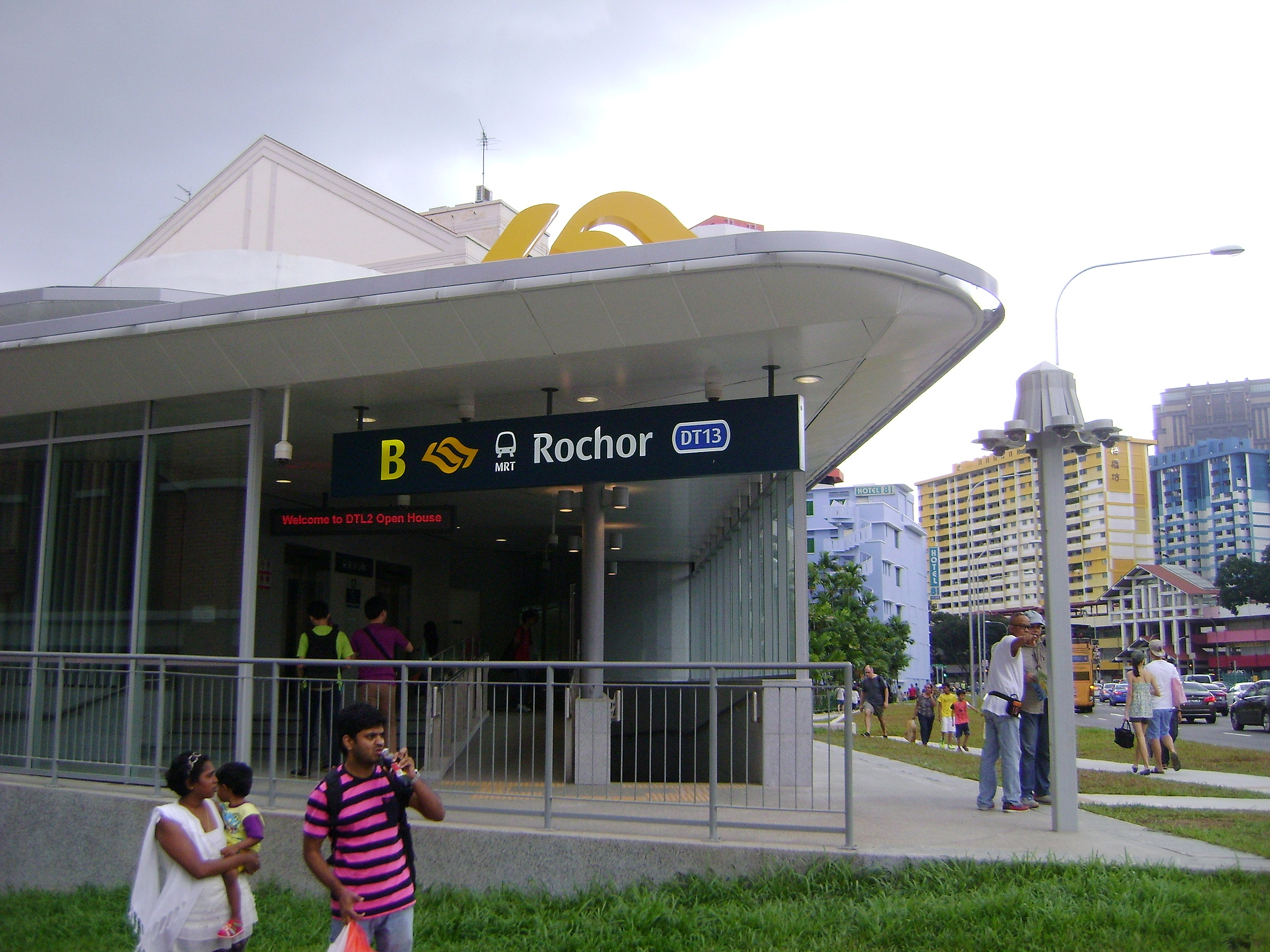
Eingangsbereich der MRT-Station Rochor

Die MRT-Station Rochor ist eine Tunnel-Station der Downtown Line der Singapurer U-Bahn im Stadtviertel Rochor.
Zu den bemerkenswerten Gebäuden in der Umgebung zählen der Sim Lim Square, The Verge, das Lasalle College of the Arts und das Tekka Centre. Die Bereiche Little India, Bugis und Jalan Besar sind fußläufig erreichbar.

## Geschichte
Der Bau der Station war neben der Haltestelle Little India das komplizierteste Projekt innerhalb der gesamten Downtown Line. Zu diesen Herausforderungen gehörten unterschiedliche Bodenverhältnisse und die Neuausrichtung des 20 Meter breiten und 200 Meter langen Rochorkanals in der Nähe, um die Station zu bauen. Der Kanal befand sich ursprünglich in der Mitte der Rochor Canal Road und der Sungei Road. Der Prozess zur Verlagerung des Kanals rechts von der Sungei Road begann Mitte 2010. Die meisten wichtigen Bau- und Neuausrichtungsarbeiten wurden bis Mitte 2015 abgeschlossen. Diese Anstrengungen zur Überwindung wurden vom Singapore Concrete Institute am 20. November 2015 in Form einer Auszeichnung für hervorragende Leistungen in der Kategorie Bauherren gewürdigt.
Die Station wurde zusammen mit anderen Stationen der Downtown Line Stage 2 am 27. Dezember 2015 eröffnet.

## Art in Transit
„Tracing Memories“ des LASALLE College of the Arts ist ein Kunstwerk, das den Eindruck eines Motherboards vermittelt. Das Kunstwerk versucht, die binären Reflexionen dessen, was Singapurs Jugendliche während ihres Aufenthalts in einer Stadt teilen, anhand der neuesten Geräte und Ausrüstungsgegenstände sowie der Sentimentalität für Geschichte, Tradition und Erinnerungsstücke zu untersuchen.